# Meister der Goslarer Sibyllen
Als Meister der Goslarer Sibyllen wird der namentlich nicht bekannte Maler bezeichnet, der zwischen 1501 und 1515 den Zyklus mit Kaisern, Sibyllen und Heiligen im Huldigungssaal im Rathaus von Goslar geschaffen hat. Diese ehemalige Ratsstube ist mit ihrer Ausmalung ein besonders Beispiel profaner Raumkunst der Spätgotik in Deutschland, mit Anzeichen einer beginnenden Renaissance in der Kunst der Zeit. Ein vergleichbares Werk profaner Kunst schuf sein ebenfalls unbekannter Zeitgenosse, der Meister des Jüngsten Gerichts von Lüneburg.

## Huldigungssaal im Rathaus Goslar

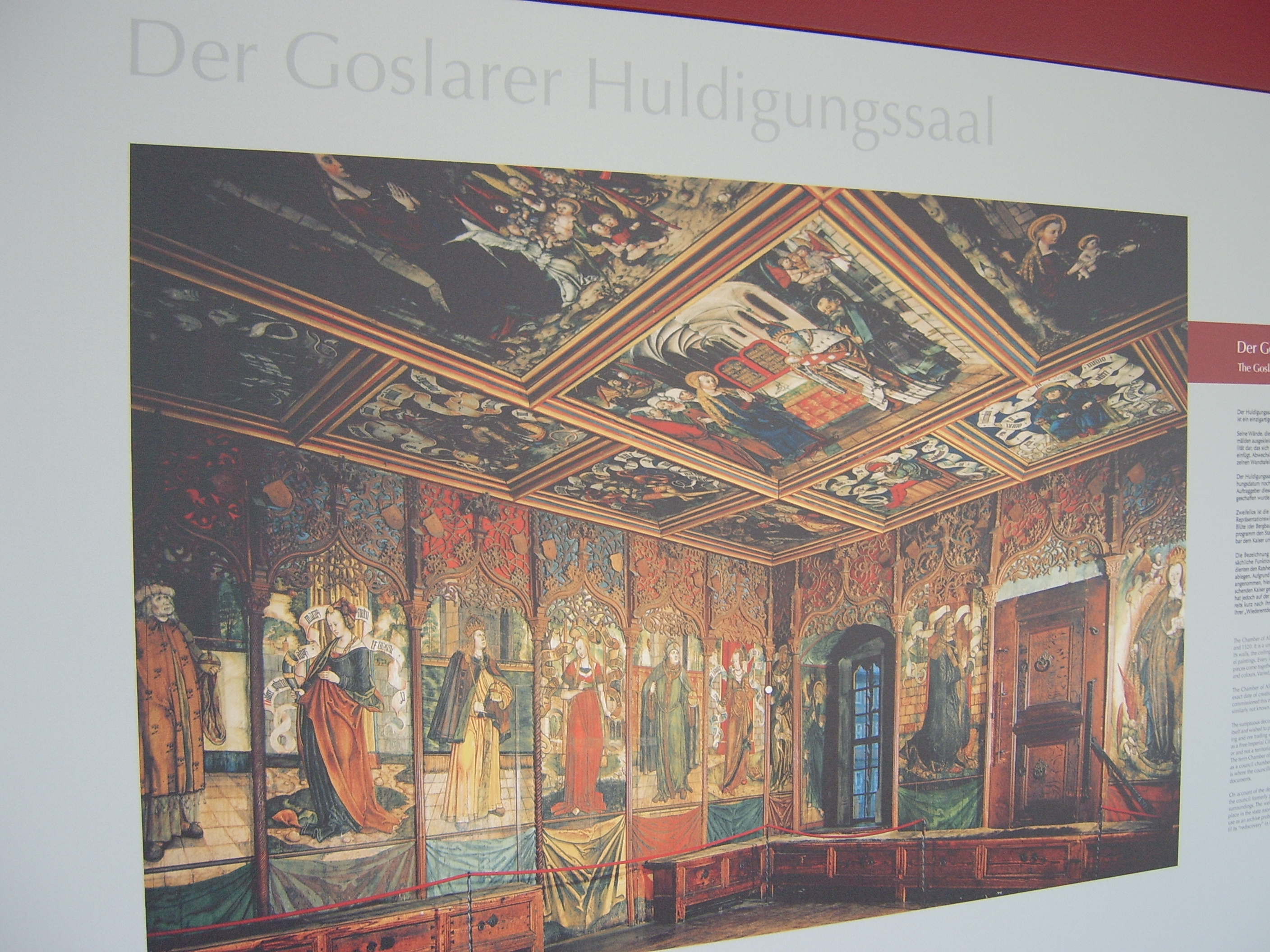

Der Huldigungssaal ist etwa 7,30 Meter breit, 7,30 Meter lang und 3,30 Meter hoch. In diesem Ratssaal hat der Meister Wände, Decke und auch Fensternischen vollständig mit Tafelgemälden ausgekleidet. In Technik von Öl auf Holz stellen sie Verkündigung und Szenen aus dem Leben Jesu, sowie Evangelisten und zwölf Propheten dar. Fast lebensgroß sind weiter abwechselnd elf Kaiser und zwölf Sibyllen dargestellt, nach letzteren ist der Meister benannt.
Inzwischen wurde 2014 von Barbara Ehrt eine neue, umfangreiche ikonographische Deutung des Bildprogramms vorgelegt. Sie weist  mithilfe der Ara-Coeli-Legende nach, dass der kniende Mann an der Westseite des Raumes, der in der Fachliteratur bisher als „Bürgerlicher“ oder „Bürgermeister“ bezeichnet wurde, ein zwölfter Kaiser ist. Das Profil des Knienden zeigt eine starke Ähnlichkeit mit dem von Hans Burgkmair d. J. angefertigten Staatsportrait von Kaiser Friedrich III. (* 1415 - † 1493). Daraus ergibt sich evtl. ein früheres Entstehungsdatums zumindest der Wandmalereien. Auch könne man davon ausgehen, dass der nordwestliche Anbau des Goslarer Rathauses und auch der in ihm befindliche sogenannte Huldigungssaal ursprünglich eine ausschließlich sakrale Funktion hatten. Es mag sich um eine Kapelle der Ratsleute gehandelt haben. Der Name Trinitatis-Kapelle bezog sich dann nicht nur auf die kleine, verschließbare Apsis, sondern auf den gesamten Raum. Darauf weisen das Steinkreuz am Dachgiebel, die Madonnenfigur über dem Eingang und die von Ehrt neu interpretierte Darstellung der Wandmalereien hin.
Der Saal zählt als Teil der Altstadt Goslars seit 1992 zum Weltkulturerbe.

## Versuche der Identifizierung
Die bis in die Literatur des frühen 20. Jahrhunderts vertretene Identifizierung des Meisters der Goslarer Sibyllen mit dem fränkischen Maler Michael Wolgemut oder einem seiner Schüler wird heute nicht mehr akzeptiert. Somit bleibt die Identität des Meister der Goslarer Sibyllen unbekannt.